# Citrus macrophylla
Citrus macrophylla, còn được gọi là alemow, là một loại cây có múi, thuộc popedas.

Cây có vóc dáng ngắn, có tính chất nhiệt đới hơn hầu hết các loại cây có múi và rất gai.

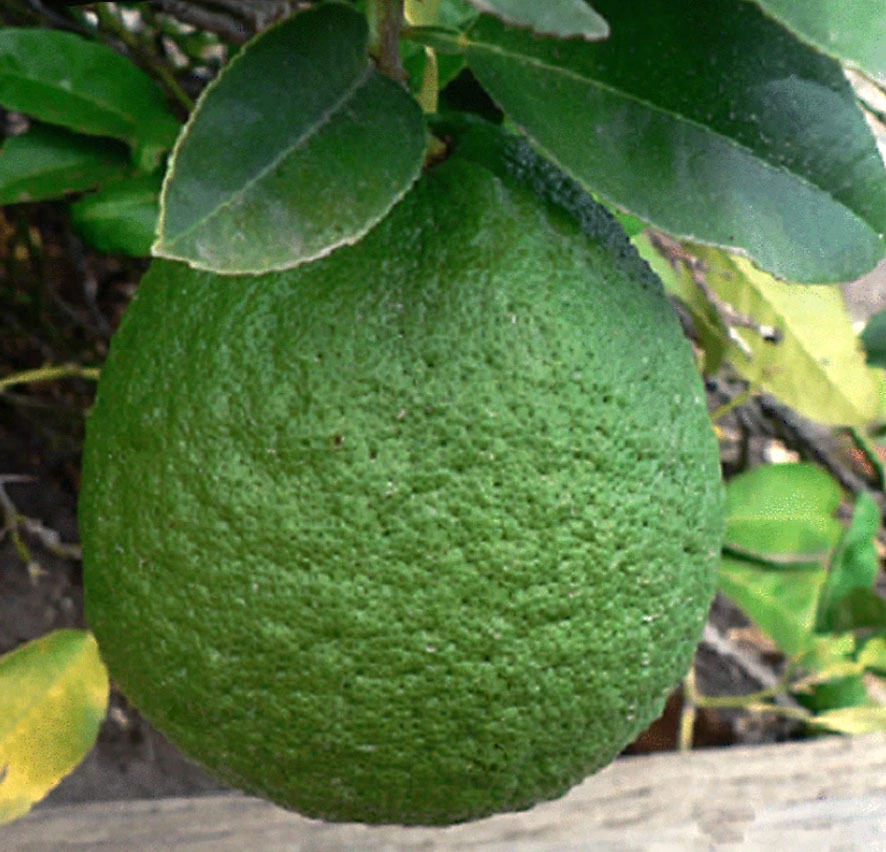
Quả của cây Citrus macrophylla

## Mô tả
Quả của Citrus macrophylla có đường kính từ 8–10 cm. Vỏ quả khá nhám, nửa dày và gập ghềnh.

## Phân loại
Alemow rất hiếm và ít được nghiên cứu, có khả năng lai giữa citron và biasong (<i id="mwDw">C. micrantha</i>). Các loại trái cây lớn được coi là không ăn được bởi người dân địa phương, mặc dù các loại cây được trồng không thường xuyên để làm thuốc và các mục đích sử dụng khác. Nó đã được thử dùng ở California để làm gốc ghép có thể cho các loại cây có múi khác.